# Dzielnica III Chabry
Dzielnica III Chabry – jedna z 13 dzielnic, na które podzielone jest Opole. Powstała w rezultacie reformy administracyjnej z 2019 roku. Znajduje się na północny wschód od centrum miasta. Jej powierzchnia wynosi 3,1 km² i jest zamieszkana przez 7 944 osoby.
Nazwa dzielnicy wzięła się od rosnących niegdyś na owych polach chwastów - chabrów.

## Części osiedla
Najstarsza część osiedla, tzw. dzielnica Górska - zlokalizowana przy ul. Tatrzańskiej, Karpackiej i Luboszyckiej, pomiędzy centrum a linią kolejową. Powstawała w latach 1962-65. Składają się na nią bloki czteropiętrowe z łączną liczbą 364 mieszkań.
Kolejna część dzielnicy znajduje się na północ od linii kolejowej i na południe od ul. Chabrów. Znajdują się w niej domy jednorodzinne i czteropiętrowe bloki mieszkalne. Pierwsze z nich oddano do użytku w latach 1966-67. 
Od 1969 do 1974 roku trwała zabudowa w trzeciej części dzielnicy, po północnej stronie ulicy Chabrów, poczynając od skrzyżowania z ul. Luboszycką. W tej części znajdują się czteropiętrowe "punktowce" i "boniny" oraz dziesięciopiętrowe "deskowce". W sumie w dzielnicy Chabry znajdują się 24 budynki z prawie 2000 mieszkań.

## Historia
Chabry po raz pierwszy zostały utworzone jako niezależna dzielnica w 2015 roku. W 2017 roku, po powiększeniu obszaru miasta, zostały jedną z 29 dzielnic, zajmującą 2,1% powierzchni miasta (312 ha) i zamieszkaną przez 7643 osoby. Dzielnica pod obecną nazwą powstała w tych samych granicach w 2019 roku.

## Religia
- kościół pw. św. Karola Boromeusza

## Znane osoby
- Miroslav Klose – niemiecki piłkarz mieszkał w dzieciństwie przez kilka lat na Chabrach (do 1987 roku)[3]